# Torneig d'escacs de Vlissingen
El Torneig d'escacs de Vlissingen és un torneig d'escacs que té lloc a la Universitat de Ciències Aplicades de Vlissingen (Països Baixos) des del 1995. el torneig es juga a nou rondes pel sistema suís amb un premi de 2.000 pel guanyador, 1.300 euros pel segon classificat i 800 euros pel tercer.

## Llista de Guanyadors
| #   | Any     | Guanyador                           |
| --- | ------- | ----------------------------------- |
| (1) | 1995    | Aleksei Bàrsov (Uzbekistan)         |
| (2) | 1996    | Artur Kogan (Israel)                |
| 1   | 1997    | Ígor Glek (Rússia)                  |
| 2   | 1998    | Mikhaïl Gurévitx (Bèlgica)          |
| 3   | 1999    | Alberto David (Luxemburg)           |
| 4   | 2000    | Ivan Sokolov (Bòsnia i Hercegovina) |
| 5   | 2001    | Jeroen Piket (Països Baixos)        |
| 6   | 2002    | Friso Nijboer (Països Baixos)       |
| 7   | 2003    | Rustam Kassimdjanov (Uzbekistan)    |
| 8   | 2004    | Krishnan Sasikiran (Índia)          |
| 9   | 2005    | Friso Nijboer (Països Baixos)       |
| 10  | 2006    | Michał Krasenkow (Polònia)          |
| 11  | 2007    | Fabiano Caruana (Itàlia)            |
| 12  | 2008    | Lazaro Bruzon (Cuba)                |
| 13  | 2009    | Michał Krasenkow (Polònia)          |
| 14  | 2010    | Krishnan Sasikiran (Índia)          |
| 15  | 2011    | Konstantin Landa (Rússia)           |
| 16  | 2012    | Dimitri Reinderman (Països Baixos)  |
| 17  | 2013[3] | Michał Krasenkow (Polònia)          |
| 18  | 2014    | Michał Krasenkow (Polònia)          |
| 19  | 2015    | Baadur Jobava (Geòrgia)             |